# Tešanjska tvrđava
Tešanjska tvrđava je utvrđeni grad u Tešnju. 

## Zemljopis
Stari grad je na rječici Tešanjci, desnoj pritoci Usore. Stari grad je u središtu grad Tešnja na strmom i stjenovitom brijegu na nadmorskoj visini od 305 m. Ukupne je površine 5600 m2, a opsega 390 m. Dužine je 120 m, a na najširem je dijelu širok 80 m.
Ispod starog grada, na strmoj padini iznad tešanjske čaršije, sagrađena je sahat-kula.

## Povijest
Ne zna se pouzdano tko je osnivač grad. Nalazi pretpovijesne keramike pronađeni u prostoru tvrđave daje temelja pretpostavci da su prvi stanovnici ovdje bili Iliri. Nesigurno utvrđeni tragovi rimske opeke daje temelja pretpostavci da su ovdje boravili Rimljani. Izvjesno je da je bilo mjestom boravka slavenskih doseljenika. S obzirom na smještaj na komunikaciji koja nije bila strateški važna, o srednjovjekovnom gradu vrlo se malo zna. Pisani ga izvori prvi put spominju tek 1461. godine. To je povelja Stjepana Tomaševića. Iz nje vidimo da je Tešanj krunsko dobro. Tomašević je stari grad darovao svome stricu Radivoju. Grad se nalazio u povijesnoj župi Usori. Sudbina obližnjeg Srebrnika u koji je upala osmanska vojska koja je zauzela sve obližnje zemlje, natjerala je hrvatsko-ugarsku vojsku 1520. na taktički uzmak i zapalila i porušila grad da ne bi pao u neprijateljske ruke. To znamo iz Istvanffyjevih navoda o povijesti Ugarske. Na važnosti je s obzirom na preokret kršćansko-osmanskih odnosa snaga dobio koncem 17. stoljeća. Zbog blizine granice postao je bitnim osmanskoj državi. Konačan izgled dobio je u kasnom srednjem vijeku. Radi ojačanja obrambene sposobnosti, obnovili su ga i utvrdili po onodobnim suvremenim metodama. Donji dio grada dograđen je za vrijeme sultana Mustafe (od 1695.do 1703.godine) početkom 18. stoljeća. Izvješća austrijskog konfidenta iz tog stoljeća i osmansko izvješće iz 1833. godine prikazuje Tešanj kao jako utvrdu koju se održavalo sve do 19. stoljeća. 1840. godine grad je napušten. U drugome svjetskom ratu njemački su vojnici tabiju pretvorili u bunker.

## Zaštita
Povjerenstvo za očuvanje nacionalnih spomenika BiH u sastavu Zeynep Ahunbay, Amra Hadžimuhamedović, Dubravko Lovrenović, Ljiljana Ševo i Tina Wik donijelo je 2. srpnja 2003. na sjednici održanoj od 1. do 7. srpnja 2003. godine odluku kojom se ova građevna cjelina proglašava nacionalnim spomenikom BiH.